# Госуслуги
«Госуслуги» (официально — Федеральная государственная информационная система «Единый портал государственных и муниципальных услуг (функций)», Единый портал госуслуг, ЕПГУ) — справочно-информационный интернет-портал. Обеспечивает доступ физических и юридических лиц к сведениям о государственных и муниципальных услугах в Российской Федерации — России, государственных функциях по контролю и надзору, об услугах государственных и муниципальных учреждений, об услугах организаций, участвующих в предоставлении государственных и муниципальных услуг, а также предоставление в электронной форме государственных и муниципальных услуг. Все услуги, размещённые на портале, соотнесены с конкретным регионом России: место получения услуги определяет как наличие самой услуги, так и условия её предоставления.

## История
Предшественником «Госуслуг» был сайт ogic.ru, разработанный ФГУП НИИ «Восход». После смены руководства Министерства связи было принято решение о разработке нового портала.
В августе 2009 года Правительство Российской Федерации определило компанию «Ростелеком» в качестве единственного исполнителя мероприятий программы «Электронная Россия» в части проектирования и создания инфраструктуры электронного правительства; в число данных мероприятий было включено также обеспечение предоставления государственных услуг в электронном виде. 17 октября 2009 года Правительство утвердило план перехода на предоставление государственных услуг и исполнение государственных функций в электронном виде федеральными органами исполнительной власти. Региональные и муниципальные услуги подлежали переводу в электронный вид на основе договоров, заключаемых с исполнительными органами власти регионов России и органами местного самоуправления.
Заказчиком проекта по созданию «Госуслуг» выступил «Ростелеком», непосредственным исполнителем проекта — компания «Энвижн Груп». 25 ноября 2009 года Интернет-портал государственных услуг заработал в тестовом режиме. Официальное открытие портала состоялось 15 декабря 2009 года (при этом запуск сайта сопровождался значительными трудностями). На портале была размещена информация о 110 услугах федерального уровня и более 200 — регионального и муниципального.
1 апреля 2010 года на «Госуслугах» начал работать сервис авторизации («личный кабинет»), что предоставило пользователям возможность регистрироваться на сайте и отправлять документы на оформление различных услуг (до этого момента на портале можно было только найти справочную информацию).
К июлю 2010 года на портале зарегистрировалось более 120 тыс. пользователей, из которых авторизацию прошли более 90 тыс. Авторизованные пользователи получили возможность получать справочную информацию о предоставлении органами государственной власти более 360 услуг, направлять электронные заявления — по 49 услугам (в том числе подача налоговых деклараций, лицензирование отдельных видов деятельности).
Начиная с декабря 2010 года в Москве и других населённых пунктах стали устанавливаться инфокоммуникационные терминалы («инфоматы») для связи с «Госуслугами». Терминал позволяет получать доступные в электронном виде государственные и муниципальные услуги лицам, не имеющим доступа в Интернет.
25 ноября 2011 года «Госуслуги» были удостоены специальной награды на церемонии вручения Премии Рунета.
К концу 2011 года на «Госуслугах» было размещено 34 319 услуг, в том числе 945 федеральных, 11 739 региональных, 21 608 муниципальных и 27 прочих. В электронном виде предоставлялись 511 услуг, из которых 371 — региональные и 140 — федеральные. Число авторизованных пользователей составило 1 316 139 человек.
В феврале 2012 года была представлена новая версия портала «Госуслуги».
В мае 2013 года у граждан появилась возможность входа на «Госуслуги» с использованием универсальной электронной карты.
С 10 июня 2014 года изменилась процедура регистрации пользователей.
15 июля 2014 года запущена бета-версия обновлённых «Госуслуг». Бета-версия доступна по адресу beta.gosuslugi.ru. На данном этапе версия представляет собой дополнение к текущему порталу. На бета-версии представлены три услуги: проверка штрафов ГИБДД (с возможностью онлайн-оплаты), проверка налоговой и судебной задолженностей. Проверка налоговой задолженности дополнена сервисом по уточнению индивидуального номера налогоплательщика (ИНН).
15 июля 2016 года бета-тестирование завершилось и новый интерфейс стал основным по умолчанию.
26 ноября 2019 года было объявлено о регистрации в Единой системе идентификации и аутентификации 100 млн пользователей, из них 62 млн человек имеют подтверждённую учётную запись. 
В 2020 году на «Госуслугах» добавлена возможность сбора подписей для регистрации кандидатов на выборах в трёх субъектах Российской Федерации.
В 2021 году в соответствии с постановлением правительства, подписанного премьер-министром Михаилом Мишустиным, в личном кабинете стали доступны результаты тестирования на коронавирус. По защищённым каналам информация поступает от организаций, проводивших тестирование, сначала в референс-центр Роспотребнадзора, а затем — в личный кабинет на «Госуслугах».
В марте 2021 года была запущена новая версия портала «Госуслуги». Диалог с пользователем стал строиться по принципу «вопрос-ответ».
В сентябре 2021 года было объявлено о существенном расширении функционала единого портала госуслуг: теперь пользователям больше не потребуется полностью заполнять онлайн-заявления вручную, а также заниматься поиском бумажных документов (портал теперь автоматически может подавать необходимые запросы в соответствующие службы).
В январе 2022 года был заключён контракт с компанией «Ростелеком» на интеграцию Единой системы идентификации и аутентификации (ЕСИА) с государственной информационной системой «Единая биометрическая система» (ГИС ЕБС), который позволит получать доступ к «Госуслугам» по биометрическим данным пользователя В то же время для тех, кто откажется сдавать свои биометрические данные, возможность доступа к порталу будет сохранена.
В 2022 году портал «Госуслуги» решением правительственной комиссии был включён в российский перечень социально значимых ресурсов для проекта «Доступный интернет», разрабатываемого во исполнение закона «О доступном интернете», в соответствии с которым доступ к порталу операторы связи в России будут предоставлять бесплатно.
26 февраля 2022 года начались хакерские атаки на портал — зафиксировано более 50 DDoS-атак мощностью более 1 Тбайт. Минцифры предупредило, что возможны перебои в работе сайта.
По информации вице-премьера РФ Дмитрия Чернышенко, в 2023 году аудитория Госуслуг составила 11 млн посетителей в день и было оказано 340 млн услуг.

## Правовое регулирование
Функционирование портала Gosuslugi.ru как государственного веб-сайта осуществляется на основе Федерального закона от 27 июля 2010 года № 210-ФЗ «Об организации предоставления государственных и муниципальных услуг» и постановления правительства России от 24 октября 2011 года № 861, которым было утверждено Положение о федеральной государственной информационной системе «Единый портал государственных и муниципальных услуг (функций)».

## Структура
Информация на портале Gosuslugi.ru сгруппирована по двум категориям — для физических и для юридических лиц.

### Для физических лиц
- Гражданство, регистрация, визы
- Семья
- Социальное обеспечение
- Земельно-имущественные отношения
- Налоги и сборы
- Правоохранительная деятельность
- Труд и занятость
- Природопользование и экология
- Сельское хозяйство и ветеринария
- Культура, искусство
- Образование и наука
- Жилищно-коммунальное хозяйство
- Предпринимательская деятельность
- Здравоохранение
- Страхование
- Информационные технологии и связь
- Транспорт и дорожное хозяйство
- Таможенное дело
- Экономика, финансы, статистика
- Энергетика[42]

### Для юридических лиц
Помимо перечисленных выше разделов, здесь присутствуют дополнительные подразделы:
- Некоммерческие организации
- Производство, строительство и торговля[42]

Имеется также возможность группировать данные по ведомствам, предоставляющим ту или иную услугу, а также по жизненным ситуациям. На сайте размещены текущие новости и справочный раздел «Вопросы и ответы».

## Расширенные функции при регистрации
Регистрация на портале проходит с помощью Единой системы идентификации и аутентификации (ЕСИА). Регистрация включает несколько этапов с обязательной привязкой и проверкой электронного адреса, мобильного телефона, а также подтверждением личности пользователя. Первоначально код подтверждения высылался письмом через «Почту России» либо передавался через офис ПАО «Ростелеком». В дальнейшем регистрация и подтверждение личности ранее регистрированных (без подтверждения функциональность для ранее зарегистрированных была ограничена) происходили через отделения «Почты России», центры занятости населения и МФЦ. В последние годы требуется дополнительное подтверждение личности, в том числе с ранее подтверждённой учётной записью, для доступа к части функций портала (к примеру, для авторизации на сайте ФНС России с использованием ЕСИА, внесения некоторых биометрических данных) через онлайн-сервисы банков «Сбербанк России», «Тинькофф», «Почта Банк» или Центры обслуживания в операционных офисах некоторых коммерческих банков (использующих в своей работе Единую биометрическую систему). Была добавлена и возможность создания учётной записи юридического лица или индивидуального предпринимателя. Первоначально авторизация зарегистрированных пользователей для входа в «личный кабинет» на сайте происходила по страховому номеру индивидуального лицевого счёта страхового свидетельства обязательного пенсионного страхования (СНИЛС), в дальнейшем была дополнена возможностью авторизации с использованием телефонного номера или адреса электронной почты, а также двухфакторной авторизацией для дополнительной защиты с использованием присылаемого по СМС кода. Подтверждение и авторизация также возможны с использованием усиленной квалифицированной электронной подписи или УЭК.
После регистрации перечень стандартных функций портала расширяется, например, становится возможным получить сведения о состоянии личного лицевого счёта из Пенсионного фонда или подать заявление на получение загранпаспорта (в том числе биометрического), непосредственно заполнив форму на портале. Аутентификация и авторизация на сайте «Госуслуги» также обеспечивают идентификацию и цифровую подпись при обращениях как через сам сайт госуслуг, так и на сайтах ряда государственных структур, к примеру, на сайте ФССП России, ФНС России и т. д. (при совместном открытии сайтов во вкладках одного и того же браузера на устройстве доступа). Ресурс позволяет получать справочную информацию о государственных и муниципальных услугах, подавать онлайн-обращения (заявления, жалобы, регистрация в очереди на личный приём и т. д.) в органы и учреждения федерального и муниципального уровня, в том числе с приложением электронных документов или электронных образов бумажных документов с автоматическим формированием электронной подписи заявителя, заказывать и получать справки в электронном виде, заверенные электронной подписью должностного лица из некоторых ведомств (к примеру, об отсутствии судимости из МВД), осуществлять онлайн-оплаты госпошлин, налогов, административных штрафов, услуг ЖКХ, в том числе задолженность (на портале происходит агрегация данных по платежам в «личном кабинете» с соответствующих электронных ресурсов ведомств либо по реквизитам квитанций).
14 сентября правительство РФ объявило о запуске Минцифры и Федеральной налоговой службой (ФНС) сервиса получения на Едином портале госуслуг выписок из ЗАГСов (свидетельства о браке и разводе, свидетельства о рождении, о перемене имени).

## Электронные повестки через Госуслуги
14 апреля 2023 года вступил в силу федеральный закон № 127, создающий в России новую систему призыва на воинскую службу. Среди прочего, власти начнут рассылать повестки через «Госуслуги». Электронная повестка приравнивается вручённой по истечении 7 дней с момента её отправки. Адресатам повесток будет запрещён выезд из России с момента официального признания повестки вручённой (через неделю после её отправки) и до явки в военкомат. Внутри страны в отношении неявившегося в военкомат в течение 20 дней с даты, указанной в повестке, могут быть приняты меры по ограничению его прав: запрет на регистрацию ИП и оформление самозанятости, запрет регистрации прав на недвижимость, запрет на управление автомобилем и госрегистрацию транспорта, а также отказ в кредитах
Поправки затронут всех военнообязанных — как мужчин призывного возраста, так и тех, что находится в запасе. Власти также намерены создать электронный реестр, включающий в себя всех военнообязанных, включая тех, кто обязан состоять на воинском учёте, но не учтён. На данным момент[какой?] подобная информация хранится не в электронном, а в бумажном виде в военкоматах.

## Аудитория
В сентябре 2011 года число авторизованных пользователей «Госуслуг» превысило 1 млн человек.
13 апреля 2012 года число пользователей «Госуслуг» превысило 2 млн. 16 октября 2012 число пользователей мобильного приложения составило около 400 тысяч человек.
С 2012 по 2017 год, по данным Минкомсвязи, число зарегистрированных на портале россиян увеличилось с 3,6 млн человек до 65 млн человек (более чем в 15 раз).
По итогам 2018 года количество пользователей портала увеличилось до 86 млн человек; каждый день «Госуслуги» посещало в среднем 1,6 млн пользователей.
К концу 2023 года на «Госуслугах» были зарегистрированы 109 млн россиян.